# Cairo (Ohio)

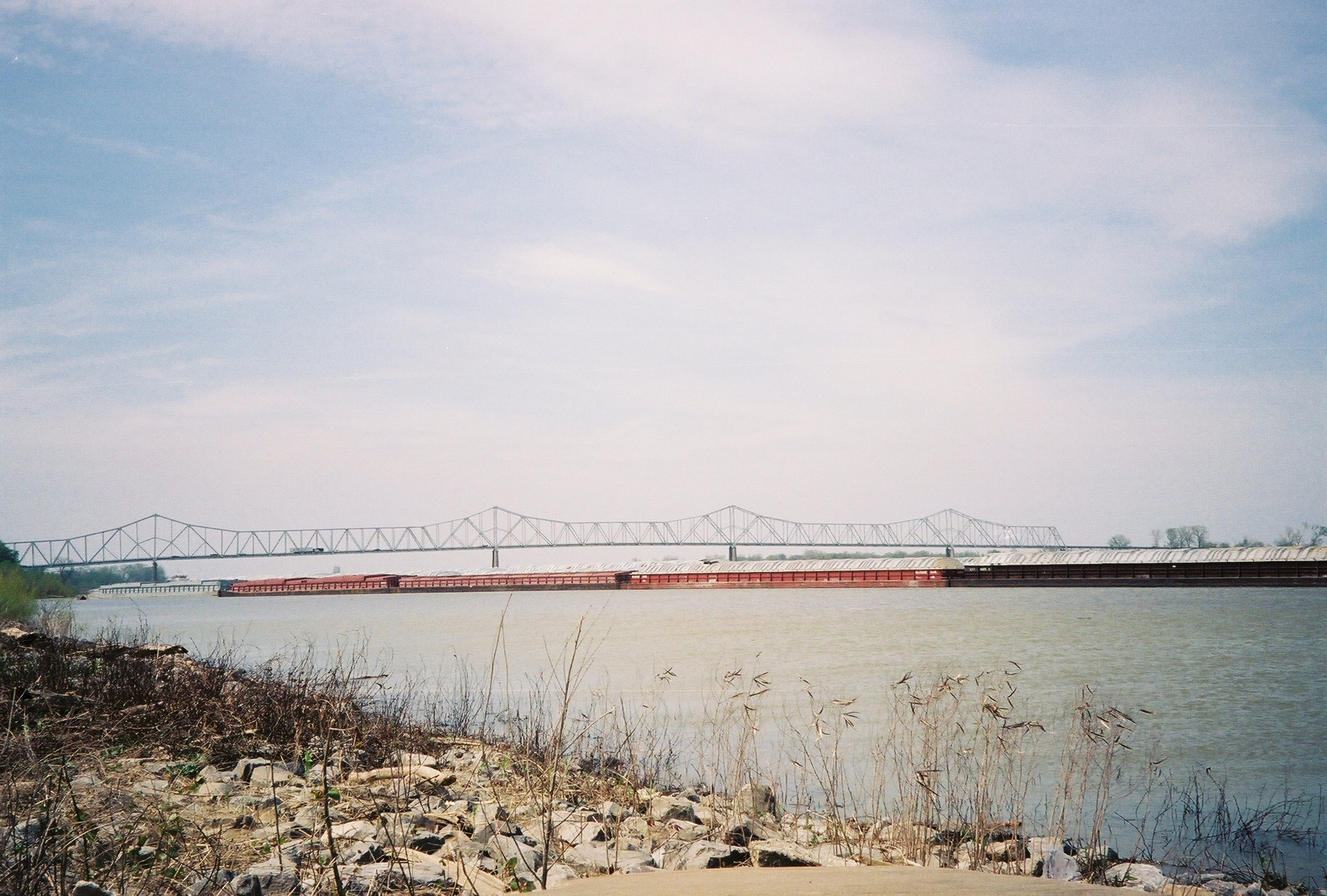
Most opodal Cairo na rzece Ohio

Cairo – wieś w USA, Hrabstwo Allen (Ohio) w stanie Ohio. 

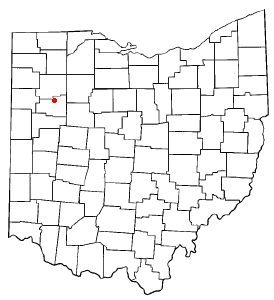
Cairo na planie stanu Ohio

Wieś wliczana jest statystycznie do miasta Lima (Ohio). Nazwa miejscowości została przyjęta w roku 1875. W tej miejscowości urodził się Robert Franklin Jones, kongresmen USA w latach 1939/47.
W roku 2010, 28,2% mieszkańców było w wieku poniżej 18 lat, 7,7% było w wieku od 18 do 24 lat, 24,1% było od 25 do 44 lat, 27,2% było od 45 do 64 lat, a 13% było w wieku 65 lat lub starszych. We wsi było 46,6% mężczyzn i 53,4% kobiet.
Liczba mieszkańców w 2010 roku wynosiła 524, a w 2012 wynosiła 541.